# Ceropegia kachinensis
Ceropegia kachinensis är en oleanderväxtart som beskrevs av David Prain. Ceropegia kachinensis ingår i släktet Ceropegia och familjen oleanderväxter. Inga underarter finns listade i Catalogue of Life.